# 宋恩德
宋恩德（？—？），男，汉族，今天津市宝坻区大白庄镇范家庄村人，曲艺演员，主要活跃于清末民初，因其有视力障碍，故绰号“宋瞎糠”，京东大鼓创始人刘文斌的师父，教授了刘文斌春典和门户规矩，并且按师门辈分刘文斌应是“文”字辈，故给其取名“文斌”。